# Greg Sarris
Greg Sarris, ( * 12 de febrero de 1952 (73 años) en Santa Rosa, California ) es un licenciado en la Universidad de California, Los Ángeles y doctor por la Universidad de Stanford.
Escritor, educador y político. Profesor de inglés desde 1989 en Universidad de California, Los Ángeles. Presidente desde 1995 de la compañía teatral Word for Word. Director de Federated Coast Miwok Tribe, de Santa Rosa, de 1993 a 1995. 
Ha trabajado como asesor para Turner Broadcasting System en California Indians, y como productor ejecutivo de la adaptación en miniseries de su Grand Avenue para Home Box Office (1996).

## Obras
- Keeping Slug Woman Alive: A Holistic Approach to American Indian Texts
- Mabel McKay: Weaving the Dream
- Editor y colaborador: The Sound of Rattles and Clappers: A Collection of New California Indian Writing; Grand Avenue; Watermelon Nights: A Novel
- Adaptaciones para el cine y la televisión: Grand Avenue

## Premios
Ha sido galardonado con el Premio Recipient al mejor guion en el Santa Fe Film Festival, 1996; el premio del American Indian Film Festival, 1996 y el Premio Best Read en el California Indian Booksellers, 1996.